# Hiéroglyphe égyptien H5
Pour les articles homonymes, voir Aile.
Le hiéroglyphe égyptien H5(aile') est classifiée dans la section H « Parties d'oiseaux » de la liste de Gardiner ; cet hiéroglyphe y est noté H5. 

## Représentation
Il représente une aile de vautour fauve (Gyps fulvus) déployée.

## Utilisation
C'est un déterminatif du champ lexical de l'aile et du vol.

## Exemples de mots
| D · n | H | H5 |

| D · n | H | H5 |

| H6 | w | t · H5 |

| H6 | w | t · H5 |

| a · X | H5 |

| a · X | H5 |